# 1940–1949
| 1930–1939 | 1940 | 1941 | 1942 | 1943 | 1944 | 1945 | 1946 | 1947 | 1948 | 1949 | 1950–1959 |

Roky 1940–1949, souhrnně zvané 40. léta 20. století, jsou obdobím, v němž se odehrála druhá světová válka, poválečná obnova většiny zemí, a v němž začala studená válka.
Celé desetiletí výrazně poznamenala druhá světová válka (1939–1945) a její následky. Zasáhla více než 60 zemí. Byla provázena genocidou evropských Židů (holokaust) a dalších menšin, nucenou prací a válečnými zločiny. Válka v Evropě skončila 8. května 1945 kapitulací Německa. Svržení atomových bomb na Hirošimu a Nagasaki vedlo 2. září 1945 ke kapitulaci Japonska a definitivnímu konci války. Počet obětí války se odhaduje až na 80 milionů.
Po válce proběhla reorganizace hranic v Evropě a Asii. Německo s Rakouskem bylo rozděleno do okupačních zón. Podobně byla rozdělena Korea. Země ve východní Evropě byly okupovány Sovětským svazem a staly se komunistickými satelitními státy. Vznikla „železná opona“ a začala desítky let dlouhá studená válka. V roce 1945 byla založena Organizace spojených národů a v západní Evropě a severní Americe vznikla roku 1949 vojenská aliance NATO. Vznikly nové státy jako Indie, Pákistán, Izrael nebo Vietnam.

## Věda a technika
Jednou z nejvýznamnějších vědeckých událostí tohoto období byl vývoj atomové bomby v rámci projektu Manhattan. Tento projekt, který probíhal v USA za přísného utajení, vedl k prvnímu jadernému výbuchu v červenci 1945 v Novém Mexiku. O několik týdnů později byly atomové bomby svrženy na Hirošimu a Nagasaki, což ukončilo druhou světovou válku, ale také vyvolalo velké etické a politické debaty o použití jaderné energie.
V oblasti medicíny došlo k významným pokrokům, které změnily léčbu infekčních onemocnění. Začal se masově vyrábět penicilin, objevený Alexandrem Flemingem v roce 1928. Tento antibiotický lék zachránil během války i po ní miliony životů a položil základy moderní antibiotické léčby. Současně se rozvíjely další léky, jako byl streptomycin, který se stal účinným prostředkem proti tuberkulóze.
Letecká a raketová technika zaznamenala v 40. letech velký pokrok. V roce 1944 Německo nasadilo první řízené střely V-2, které se staly předchůdci moderních raket. Tyto technologie po válce padly do rukou Spojenců, což urychlilo vývoj raketového a vesmírného výzkumu, zejména v USA a Sovětském svazu. V roce 1947 překonal americký vojenský pilot Chuck Yeager v experimentálním letadle Bell X-1 rychlost zvuku, což otevřelo nové možnosti v letectví.
Počítačové technologie se v tomto desetiletí začaly rozvíjet, i když ještě nebyly dostupné pro širokou veřejnost. V roce 1944 byl uveden do provozu Harvard Mark I, jeden z prvních programovatelných počítačů. O dva roky později, v roce 1946, byl představen ENIAC, první elektronický počítač, který dokázal provádět složité výpočty. Tyto stroje byly důležité pro budoucí počítačovou revoluci.
V oblasti komunikace a elektroniky došlo k významným inovacím. V roce 1947 vynalezli John Bardeen, Walter Brattain a William Shockley tranzistor, který nahradil objemné elektronky a umožnil miniaturizaci elektronických zařízení. Tento vynález se stal základem pro moderní elektroniku, včetně počítačů, rádií a později mobilních telefonů.
Poválečné období přineslo také pokrok v oblasti jaderné energie. V roce 1942 byl v rámci projektu Manhattan spuštěn první jaderný reaktor Chicago Pile-1, který prokázal možnost řízené jaderné reakce. Tento úspěch otevřel cestu pro vývoj jaderných elektráren, které se později staly důležitým zdrojem energie.

## 40. léta v Česku

### Česká kultura ve 40. letech
Mezi nejlépe divácky hodnocené české filmy ze 40. let patří filmy Martina Friče (Hotel Modrá hvězda, Roztomilý člověk, Valentin Dobrotivý, Baron Prášil a Pytlákova schovanka), Vladimíra Slavínského (Nebe a dudy, Poslední mohykán), Jana Svitáka (Přednosta stanice) či Otakara Vávry (Krakatit). První český barevný film Jan Roháč z Dubé od režiséra Vladimíra Borského měl premiéru 28. března 1947. V roce 1949 se jediná barevná scéna objevila v závěru filmu Pytlákova schovanka.
Vycházely knihy jako Bylo nás pět od Karla Poláčka, Saturnin od Zdeňka Jirotky, Petrolejové lampy od Jaroslava Havlíčka, Záhada hlavolamu od Jaroslava Foglara, Cirkus Humberto od Eduarda Basse, Němá barikáda od Jana Drdy nebo Reportáž psaná na oprátce od Julia Fučíka.
Oběťmi nacistické okupace se stalo několik umělců, jako například spisovatelé Vladislav Vančura, Josef Čapek a Karel Poláček, písničkář Karel Hašler a hudební skladatel Pavel Haas.

### Československý sport
Letní i zimní olympijské hry v letech 1940 a 1944 byly kvůli druhé světové válce zrušeny. Na Zimních olympijských hrách v roce 1948 ve švýcarském Svatém Mořici získali českoslovenští hokejisté stříbrnou medaili. Z Letních olympijských her v témže roce v Londýně českoslovenští sportovci přivezli 6 zlatých, 2 stříbrné a 3 bronzové medaile, z toho Emil Zátopek zlatou za běh na 10 000 metrů a stříbrnou za běh na 5 000 metrů.
V únoru 1947 pořádalo Československo Mistrovství světa v ledním hokeji, na kterém poprvé získalo zlatou medaili. Stejnou medaili získalo i v roce 1949 a roku 1948 přivezli hokejisté medaili stříbrnou.

## Hlavy států a političtí lídři
- Francie
  - prezident: Albert Lebrun (1932–1940), Vincent Auriol (1947–1954)
- Sovětský svaz
  - Generální tajemník ÚV KSSS: Josif Vissarionovič Stalin (1922–1952)
- Spojené království
  - král: Jiří VI. (1936–1952)
  - premiér: Neville Chamberlain (1937–1940), Winston Churchill (1940–1945), Clement Attlee (1945–1951)
- Spojené státy americké
  - prezident: Franklin Delano Roosevelt (1933–1945), Harry S. Truman (1945–1953)
- Vatikán
  - papež: Pius XII. (1939–1958)
- Československo / Protektorát Čechy a Morava
  - prezident: Edvard Beneš (1940–1945 v exilu), státní prezident: Emil Hácha (1939–1945), prezident Československa: Edvard Beneš (1945–1948), Klement Gottwald (1948–1953)
  - premiér: Jan Šrámek (1940–1945 v exilu), protektorátní premiér: Alois Eliáš (1939–1941), Jaroslav Krejčí (1942–1945), Richard Bienert (1945–1945), premiér Československa: Zdeněk Fierlinger (1945–1946), Klement Gottwald (1946–1948), Antonín Zápotocký (1948–1953)
- Německo
  - vůdce a říšský kancléř: Adolf Hitler (1934–1945)
  - Spolková republika Německo
  - prezident: Theodor Heuss (1949–1959)
  - spolkový kancléř: Konrad Adenauer (1949–1963)
  - Německá demokratická republika
  - prezident: Wilhelm Pieck (1949–1960)
  - Generální tajemník SED: Walter Ulbricht (1950–1971)
- Polsko
  - prezident: Bolesław Bierut (1947–1952)
  - premiér: Józef Cyrankiewicz (1947–1952)
- Rakousko
  - prezident: Karl Renner (1945–1950)
  - spolkový kancléř: Leopold Figl (1945–1953)

## Úmrtí
Během tohoto desetiletí z osobností zemřeli politici Edvard Beneš, Emil Hácha, Jan Masaryk, Mahátma Gándhí, Franklin Delano Roosevelt, Lev Davidovič Trockij, Adolf Hitler, Benito Mussolini a Reinhard Heydrich, spisovatelé Antoine de Saint-Exupéry, Romain Rolland, Francis Scott Fitzgerald, Josef Čapek, Karel Poláček a Vladislav Vančura či další osobnosti jako Nikola Tesla, Anne Franková, František Křižík a Heliodor Píka.